# Dubautia arborea
Dubautia arborea (A.Gray) D.D.Keck è una pianta della famiglia delle Asteracee, endemica delle isole Hawaii.

## Distribuzione e habitat
La specie è endemica dell'isola di Hawaii, dove popola ambienti alpini semidesertici, con precipitazioni annue di 40–115 cm, ad altitudini comprese tra 2125 e 3100 m.
In passato molto comune sui fianchi del Mauna Kea, è oggi considerata dalla IUCN una specie in pericolo di estinzione (Endangered).